# St. Stephanus (Beckum)

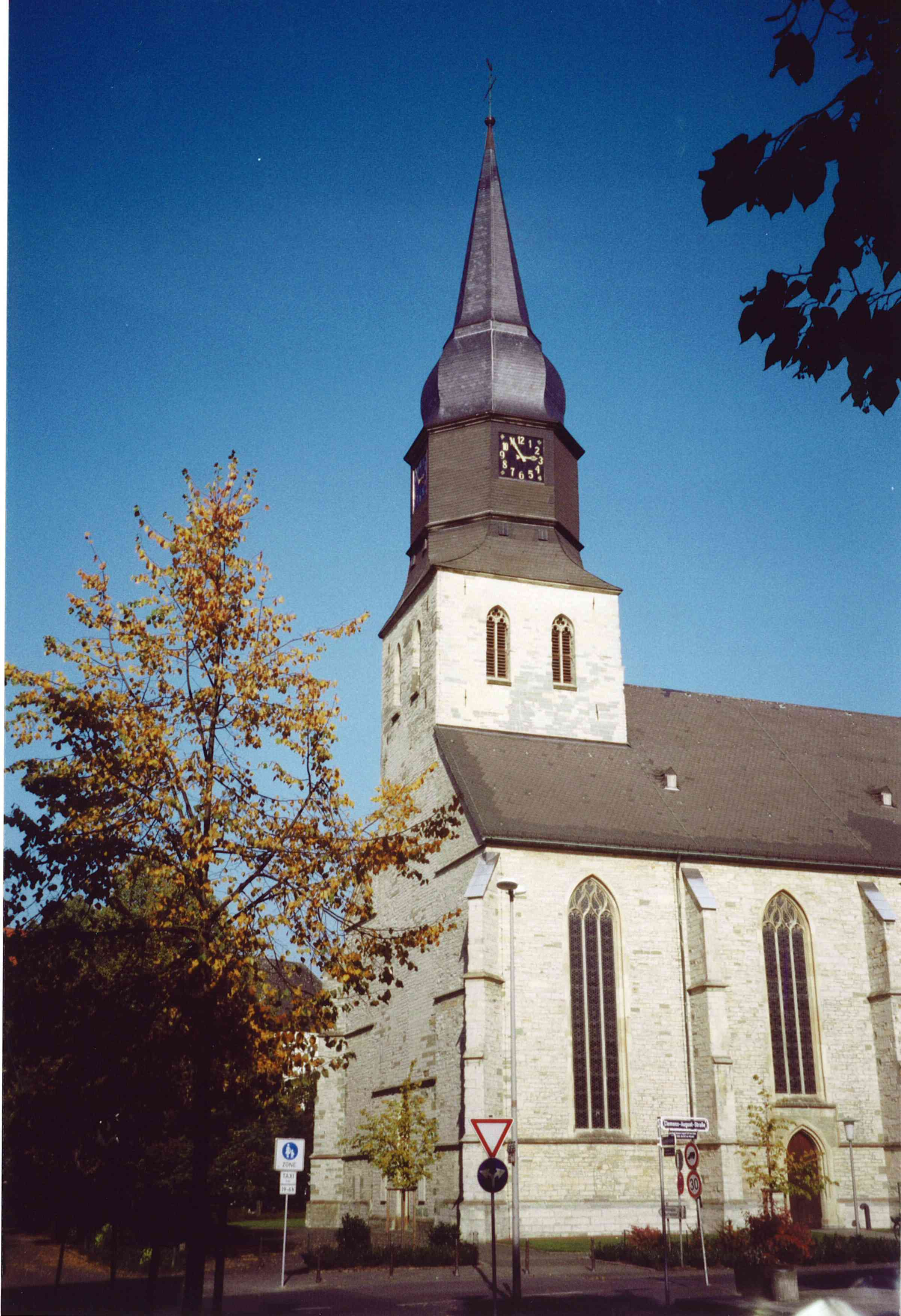
Beckum (St. Stephanus), Blick von Südwesten

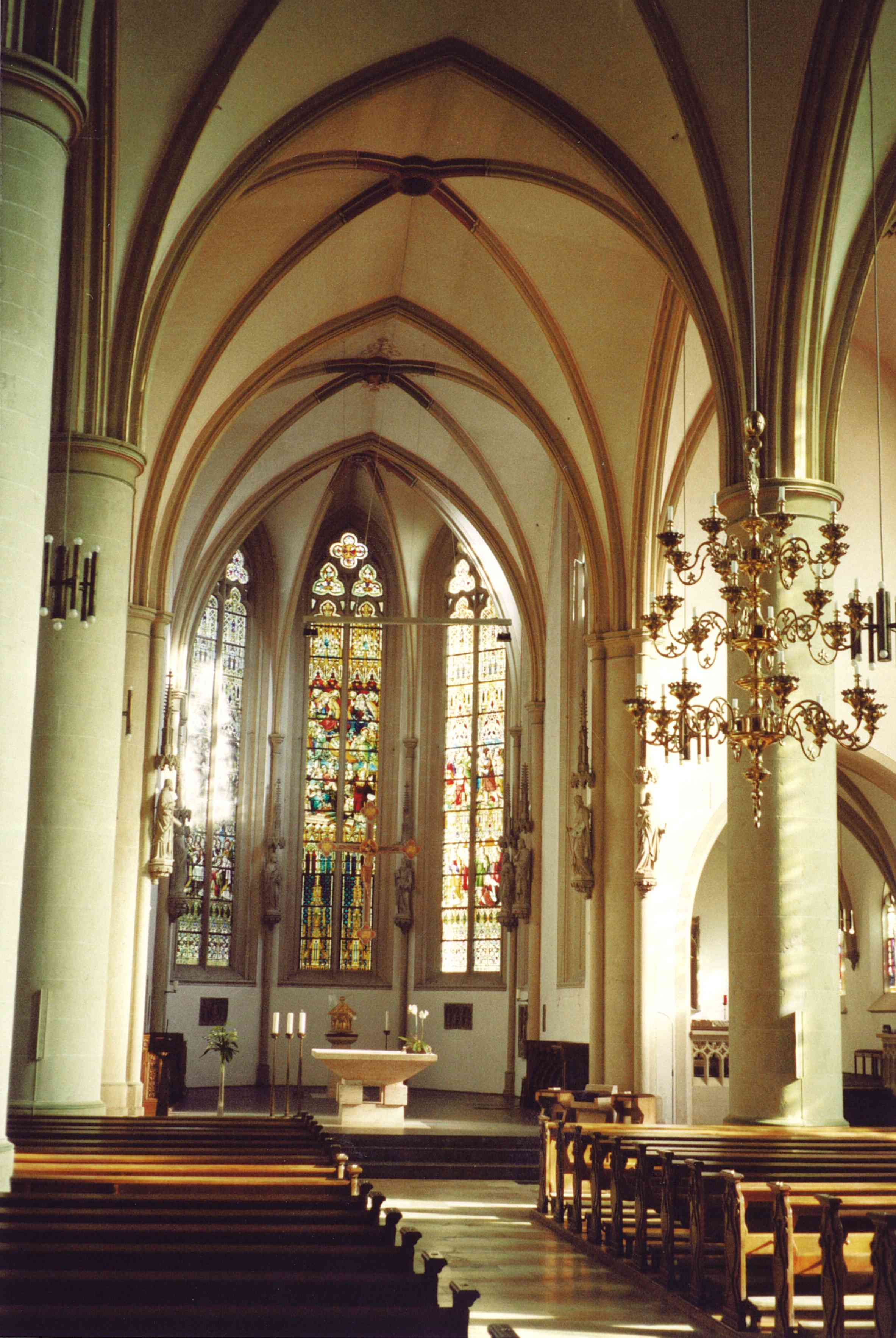
Beckum (St. Stephanus), Innenansicht

Die Kirche St. Stephanus in Beckum ist in früheren Kirchenbauten bereits um 785 belegt und kann als eine der frühesten Missionspfarren im Münsterland angesehen werden. 1267 erhielt die Pfarrkirche ein Kollegiatkapitel, welches im Zuge der Säkularisation im Jahre 1811 aufgehoben wurde. Sie ist seitdem wieder reine Pfarrkirche. Zudem wurde sie 1967 von Joseph Höffner, dem damaligen Bischof von Münster, in den Rang einer Propsteikirche erhoben.
Das Kapitel war das erste, welches außerhalb der Bischofsstadt Münster (nach St. Mauritz, Alter Dom, St. Ludgeri und St. Martini) errichtet wurde; ihm folgten später die weiteren Gründungen in Dülmen (1323), Horstmar (1325) und Borken (1433).

## Frühe Baugeschichte und Friedhof
Archäologische Grabungen im Jahre 1964 ergaben, dass insgesamt drei Vorgängerbauten dem heutigen Kirchengebäude vorausgehen. Den Funden zufolge (einige Scherben, Staklehmreste und eine kleine, eiserne Pfeilspitze) existierte bereits im 8. Jahrhundert eine kleine Siedlung, in deren Mitte mit dem Ausgang der Sachsenkriege um 785 eine erste Saalkirche mit einer flachrunden Chorapsis errichtet wurde. Um diese Kirche herum wurden fortan die christlichen Toten beigesetzt und nicht mehr auf dem heidnischen, südwestlich der Siedlung gelegenen Bestattungsplatz.
Im 10./11. Jahrhundert folgt eine zweite Saalkirche mit halbrunder Chorapsis, etwa eine Mauerbreite größer als der erste Bau. Möglicherweise wurde die zweite Saalkirche später umgebaut und mit verstärkten Fundamenten erneuert. Sie brannte im 12. Jahrhundert ab und wurde durch einen vermutlich bereits dreischiffigen Neubau ersetzt. Zu diesem dritten Bau gehört auch der untere Teil des noch bestehenden, massigen Kirchturms des 13. Jahrhunderts, der heute in das Kircheninnere einbezogen ist.
Während der Bauarbeiten zur Neugestaltung des Areals rund um die Kirche (Kirchplatz) in den Jahren 2022 bis 2024 wurden archäologische Grabungen auf dem ehemaligen Friedhof angestellt. Bis ins Jahr 1819 wurden hier die Toten der Stadt begraben. Erwartungsgemäß wurden zahlreiche Bestattungen, zum Teil in Steinkistengräbern gefunden, die sich durch Radiocarbonuntersuchungen bis ins 8./9. Jahrhundert zurück datieren lassen.
Als Grabbeigaben konnten Reste von Blumenkronen und ein Fragment eines Pilgerhorns nachgewiesen werden. Außerdem wurden u. a. Teile der Friedhofsmauer, Grabplatten mit Inschriften, die Fundamente des ehemaligen Paradieses, sowie weitere Steinfundamente von bislang nicht genauer bestimmbaren Gebäuden gefunden.

## Geschichte
Die bislang älteste schriftliche Erwähnung ist erst für das Jahr 1134 festzumachen: parrochia Bikeheim.

### Kapitelsgründung/Verfassung
Im Jahre 1267 verkaufte der Vikar Heinrich von Meppen mit seiner Mutter und drei Brüdern die väterlichen Güter in und bei Osnabrück. Aus dem Erlös wurde das Stiftungsgut für ein Kollegiatkapitel zu Beckum gewonnen, das am 10. Dezember 1267 durch Bischof Gerhard die Genehmigung erlangte. Heinrich, seine beiden Brüder und ein Neffe erhielten Präbenden; die Mutter genoss die Einkünfte der fünften Präbende, letztere bei frei gewähltem Aufenthaltsort. Der bisherige vicarius perpetuus wurde zum Dechanten, der bisherige rector ecclesiae zum Propst. Dieses Amt hatte stets ein münsterischer Domherr inne, der damit zugleich die bischöfliche Kaplanei und das Archidiakonat zu Beckum besaß.
Die anfangs vorwiegend ritterbürtigen, später zunehmend bürgerlichen Dechanten und Kanoniker stifteten in den nachfolgenden Jahrhunderten mehrere neue Präbenden und Vikarien.
Unter dem Einfluss der lutherischen Reformation, die das Bürgertum in Beckum stark erfasste, wurde die Dechanei seit 1554 für mehr als 60 Jahre nicht besetzt. Der damalige Dechant Frederich Meinerdes erlangte schon im Jahre 1540 eine Präbende an St. Cassius in Bonn und residierte seitdem dort. Somit war schon seit 1540 in Beckum kein Dechant mehr anwesend und die Leitung ging auf den „Senior“ über, dem nach Angehörigkeit ältesten Mitglied des Kapitels. Nach dem Tode des Frederich Meinerdes im Jahre 1554 erfolgte in Beckum nun keine Neubesetzung mehr. Die seit 1618 vom Erzbischof zu Köln als Administrator des Hochstifts Münster eingesetzten Dechanten bemühten sich, teilweise gegen den heftigen Widerstand des Kapitels, um eine Erneuerung des katholischen Kirchenwesens. Dagegen gelang es nicht, die insgesamt sehr kärglichen Einkünfte aufzubessern. Die Zahl der Kanonikate wurde 1635 auf sieben reduziert und ging zum Schluss auf vier residierende Kanoniker zurück.

### Vikarien
Zur Unterstützung des Gottesdienstes und zum eigenen Seelenheil setzte die Stiftung von Vikarien ein. Einzelne Stifterfamilien sorgten mit einer entsprechenden finanziellen Ausstattung für die dauerhafte Versorgung eines Klerikers, der dann die laut Stiftungsurkunde zu haltenden Seelenmessen laß. In Beckum setzte diese Entwicklung ab 1316 mit der Errichtung des Altars St. Georg ein. 1321 folgte St. Catharinæ, 1326 die Vikarie B.M.V. und 1354 Ss. Fabiani et Sebastiani. Erst später folgten 1494 St. Annæ primæ und 1495 St. Annæ secundæ; der Abschluss erfolgte 1522 mit der Vikarie St. Quirini.

### Aufhebung
Nach dem Tode des Kanonikus Topp im Jahre 1804 wurde dessen Kanonikat nicht wieder besetzt. Die Kanoniker Grauer und Schwane waren als nichtresidierend aufgeführt. Es verblieben nur noch Dechant Callenberg und drei weitere Kanoniker, die vor der Säkularisation im Wesentlichen überlegten, wie eine geordnete geistliche Betreuung der mit dem Kapitel verbundenen Pfarrei gewährleistet werden könnte. In großherzoglich bergischer Zeit wurde die Verwaltung des Kapitels am 18. August 1810 dem bisherigen Sekretär Franz Wilhelm Mues übertragen. Aufgrund des Dekrets (Arrêté) des bergischen Finanzministeriums vom 22. Juni 1811 wurde am 8. Juli 1811 das Archiv versiegelt und damit das Kapitel aufgehoben.

### Propsteikirche
Anlässlich der 700-Jahr-Feier der Kapitelsgründung wurde die Kirche 1967 zur Propsteikirche erhoben. Der bis dahin vom Pfarrer geführte Titel Pfarrdechant wurde nicht aufgehoben, sondern änderte sich auf Propst.

## Ausstattung

### Ansichten

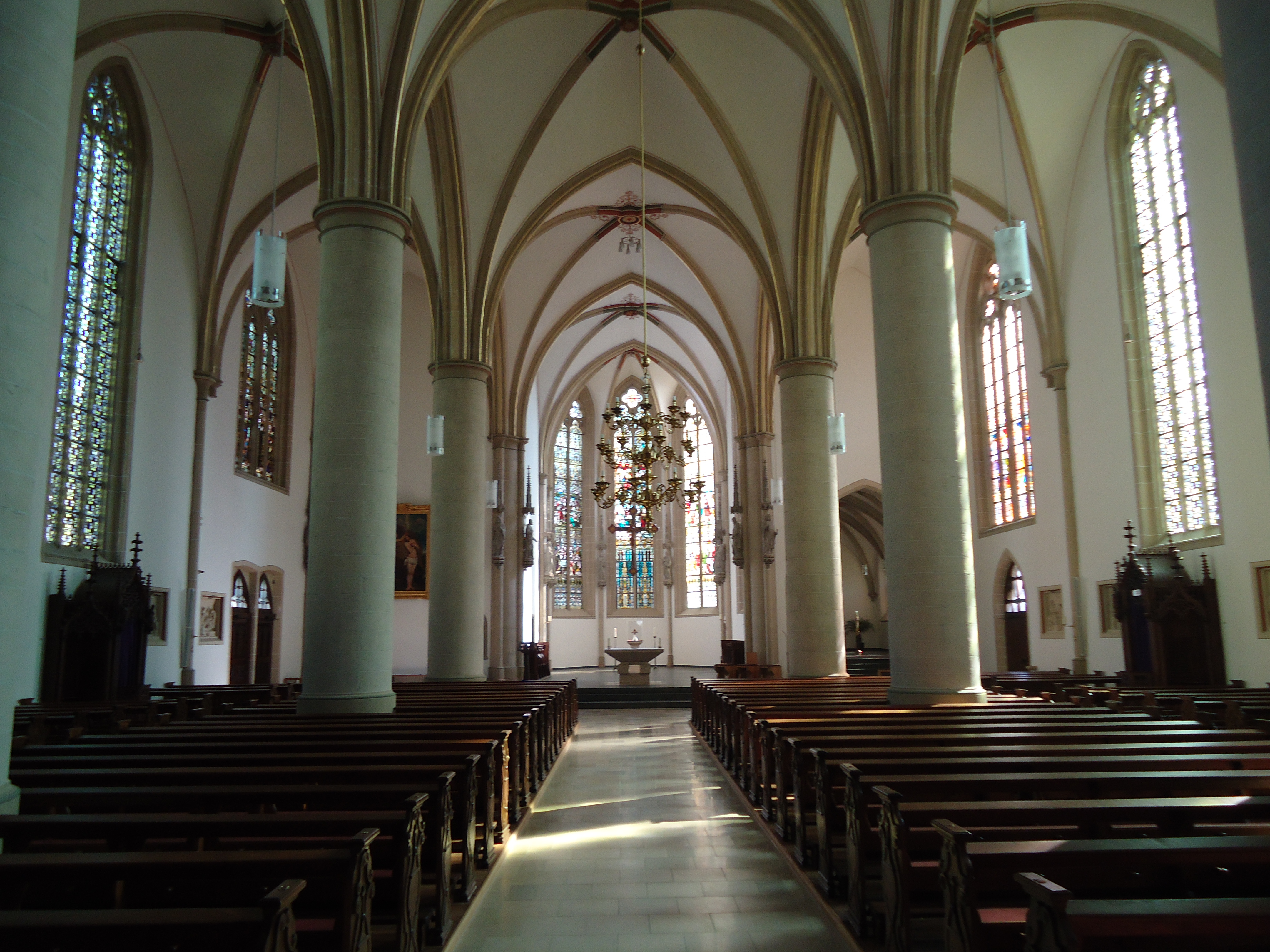
Blick in den Innenraum
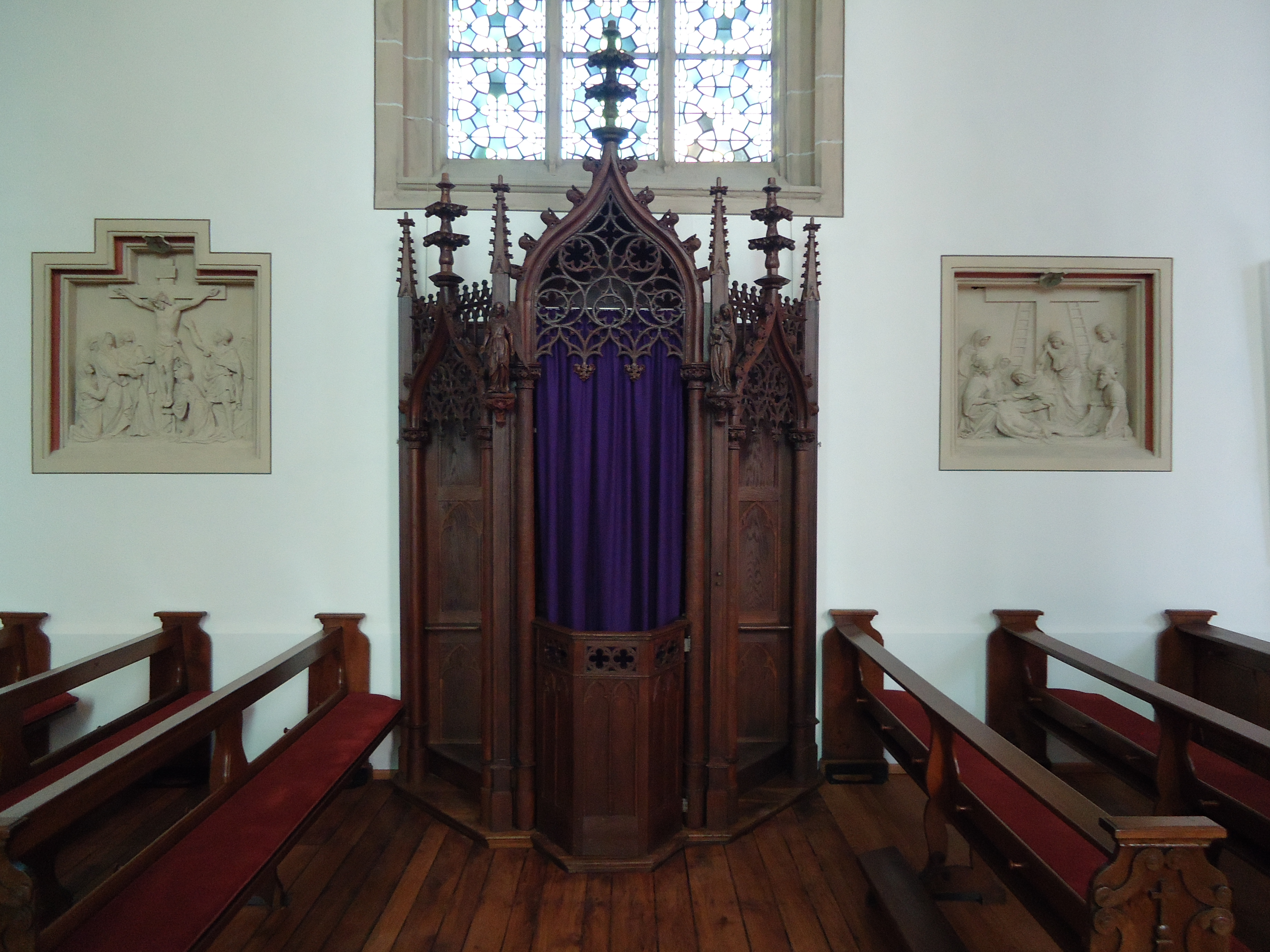
Beichtstuhl, links: Kreuzweg 12. Station, rechts: Kreuzweg 13. Station
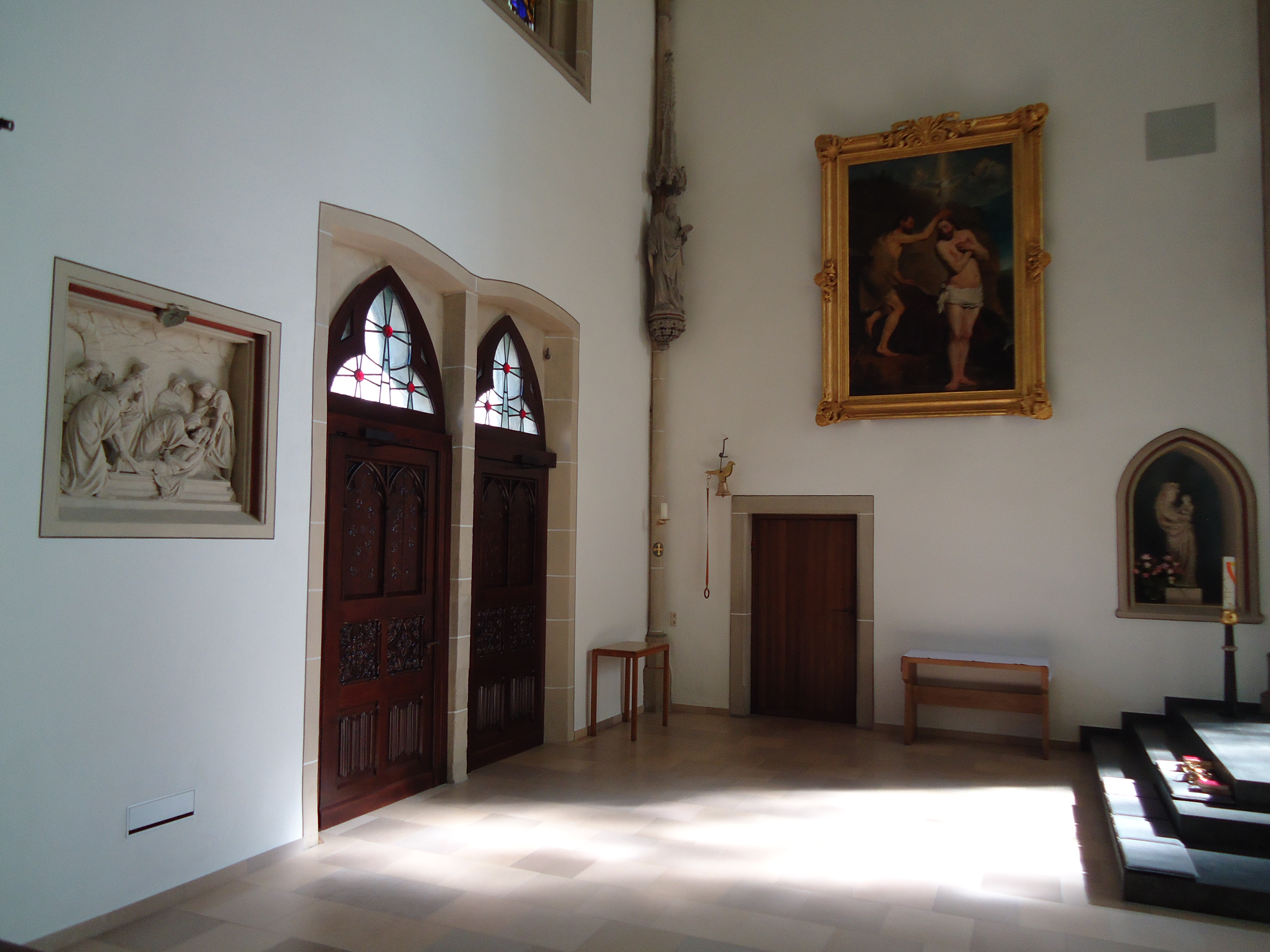
Kreuzweg 14. Station, Marienportal, Apostelfigur, Sakristeitür, „Taufe Jesu“, Kredenz, Marienstatue
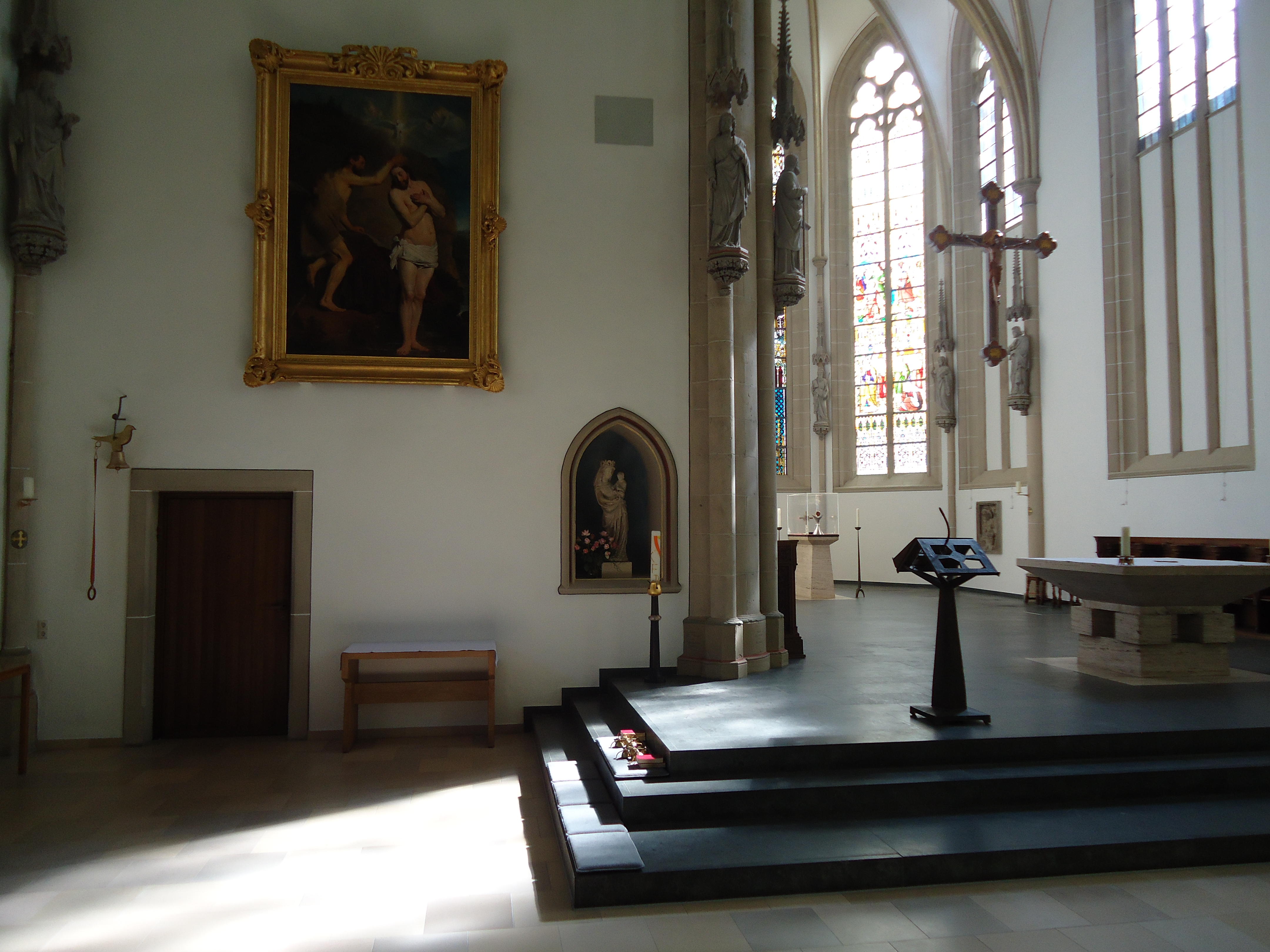
Blick in den Chor
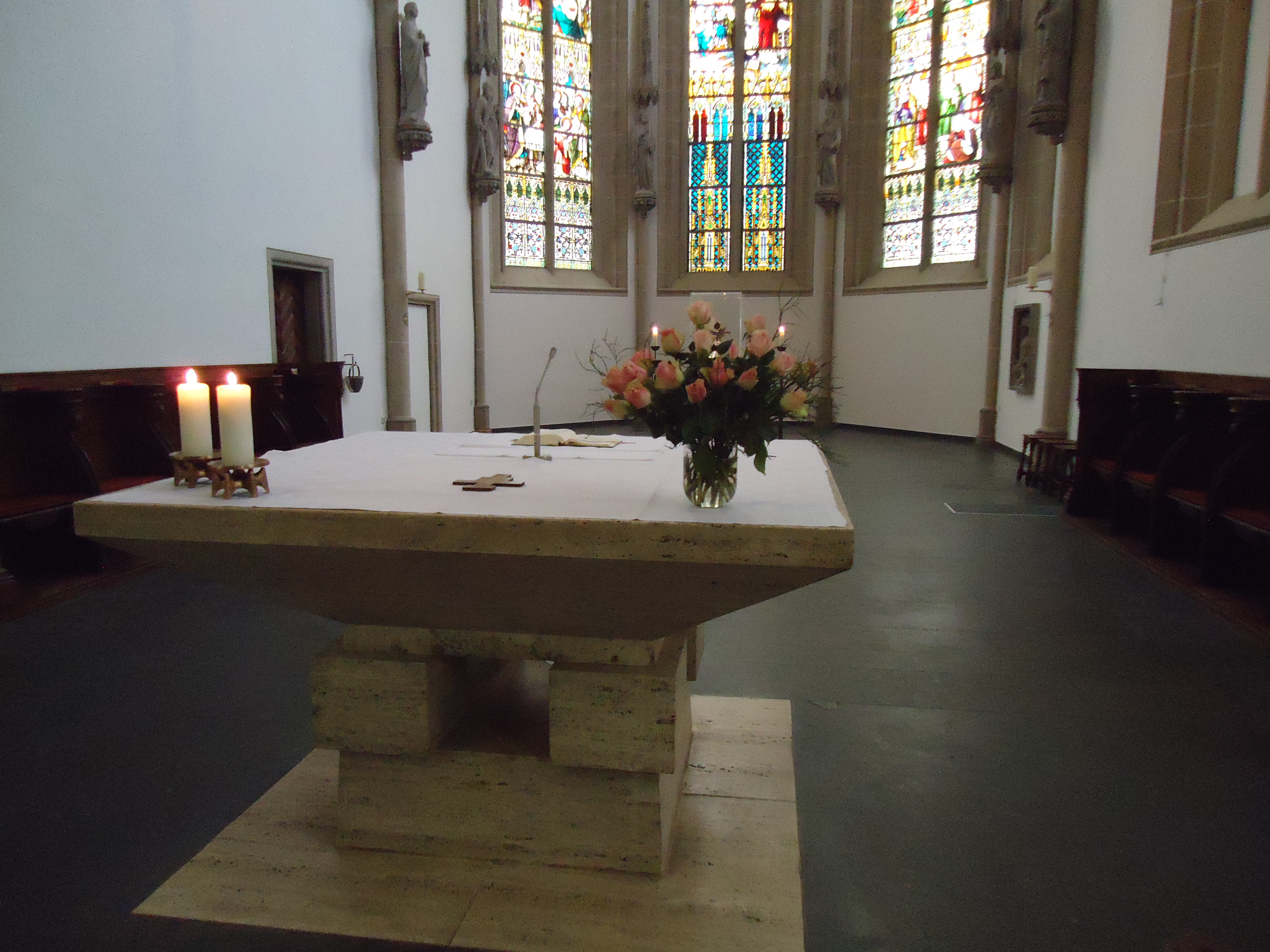
Blick auf den Altar und in den Chor
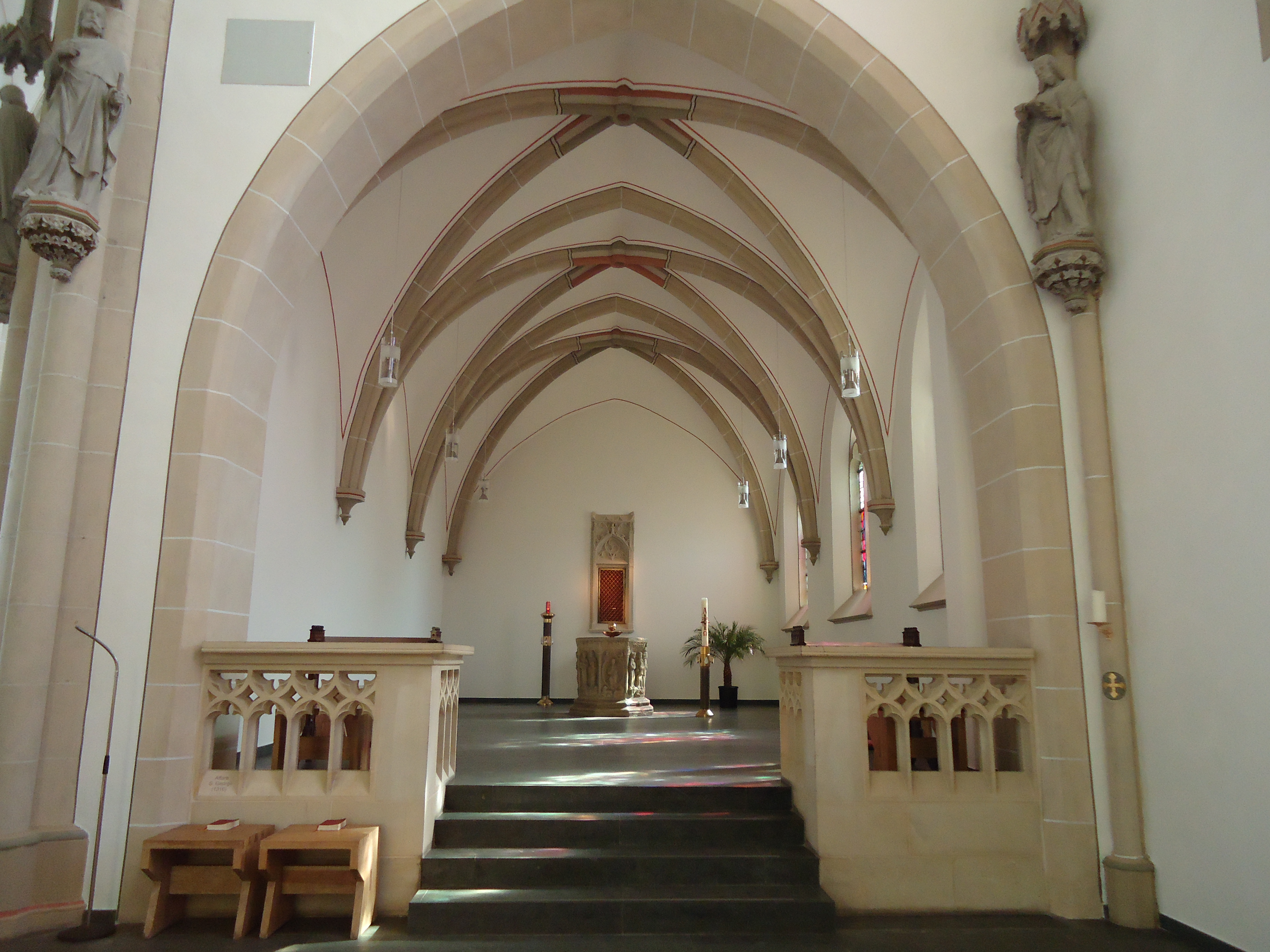
Sakramentskapelle

### Innenraum
Die acht Apostelfiguren im Chorraum der Kirche sind Werke des Münsteraner Bildhauers August Schmiemann. Sie wurden 1879 im neogotischen Stil aus Baumberger Sandstein geschaffen. Von Schmiemann stammen noch weitere Werke in St. Stephanus, so beispielsweise Holzfiguren des Hl. Aloysius und Hl. Augustinus am neogotischen Beichtstuhl, einem Werk des Schreiners Westhoff von 1880. Verschiedene Reliefarbeiten von Schmiemann am ehemaligen Hochaltar und Marienaltar, sowie eine Piéta, sind heute leider nicht mehr existent.
An den Wänden der Seitenschiffe befinden sich 14 Kreuzwegstationen des Münsteraner Bildhauers Heinrich Fleige von 1875. Die zur Zeit des Bismarckschen Kulturkampfes entstandenen Szenen haben laut Kirchenchronik auch einen zeitgeschichtlichen Aspekt, denn in die 5. Station sollen versteckt drei zeitgenössische Porträts – unter anderem Pius IX. als Simon von Cyrene und Bismarck als Scherge im Hintergrund – eingeflossen sein.

### Kunstwerke
Der Goldschrein aus der Zeit um 1230 darf den Anspruch erheben, das bedeutendste Kunstwerk dieser Kirche zu sein. Bezieht man sich auf Qualität und Größe, so ist er sogar der hervorragendste romanische Goldschrein in Westfalen. Ursprünglich war er als Reliquienschrein der Beckumer Kirchenpatrone Stephanus und Sebastian sowie des Märtyrerpapstes Fabian geschaffen worden. Doch erst seit 1878 trägt er den Namen Prudentiaschrein. Bischof Johann Bernhard Brinkmann hatte aus Rom Reliquien der hl. Prudentia erhalten, die 1881 in den Schrein überführt wurden.

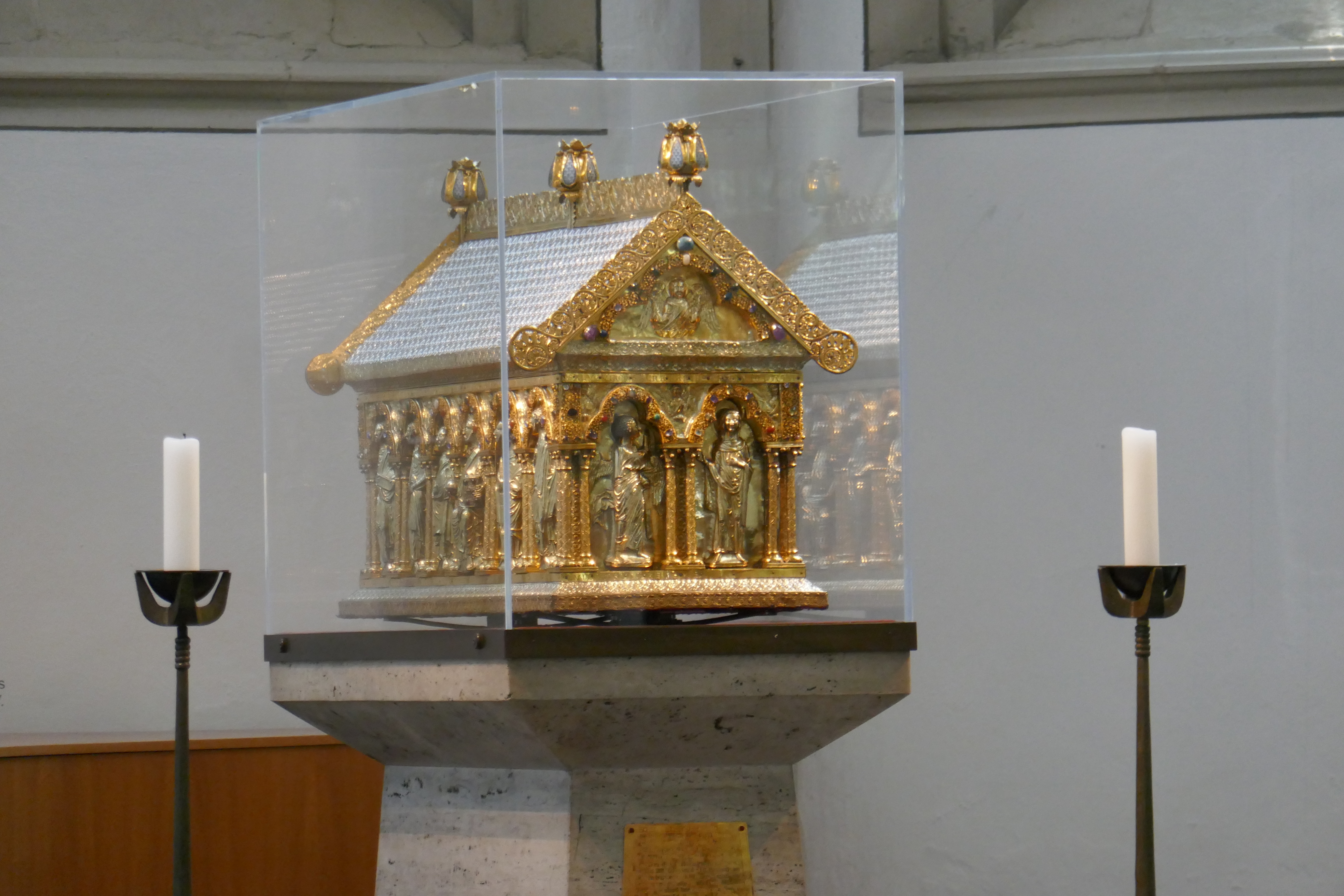
Prudentiaschrein
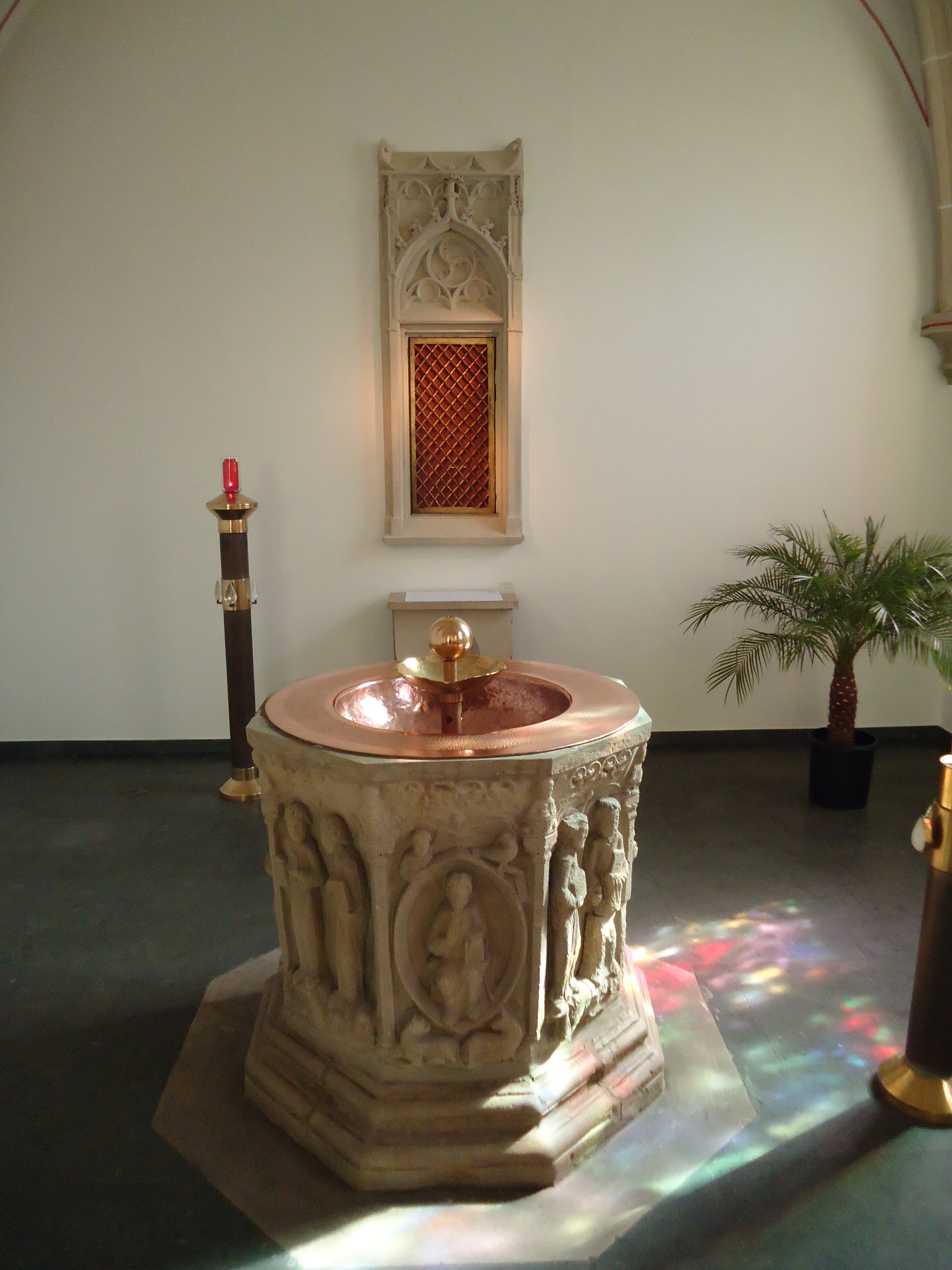
Taufstein und Tabernakel
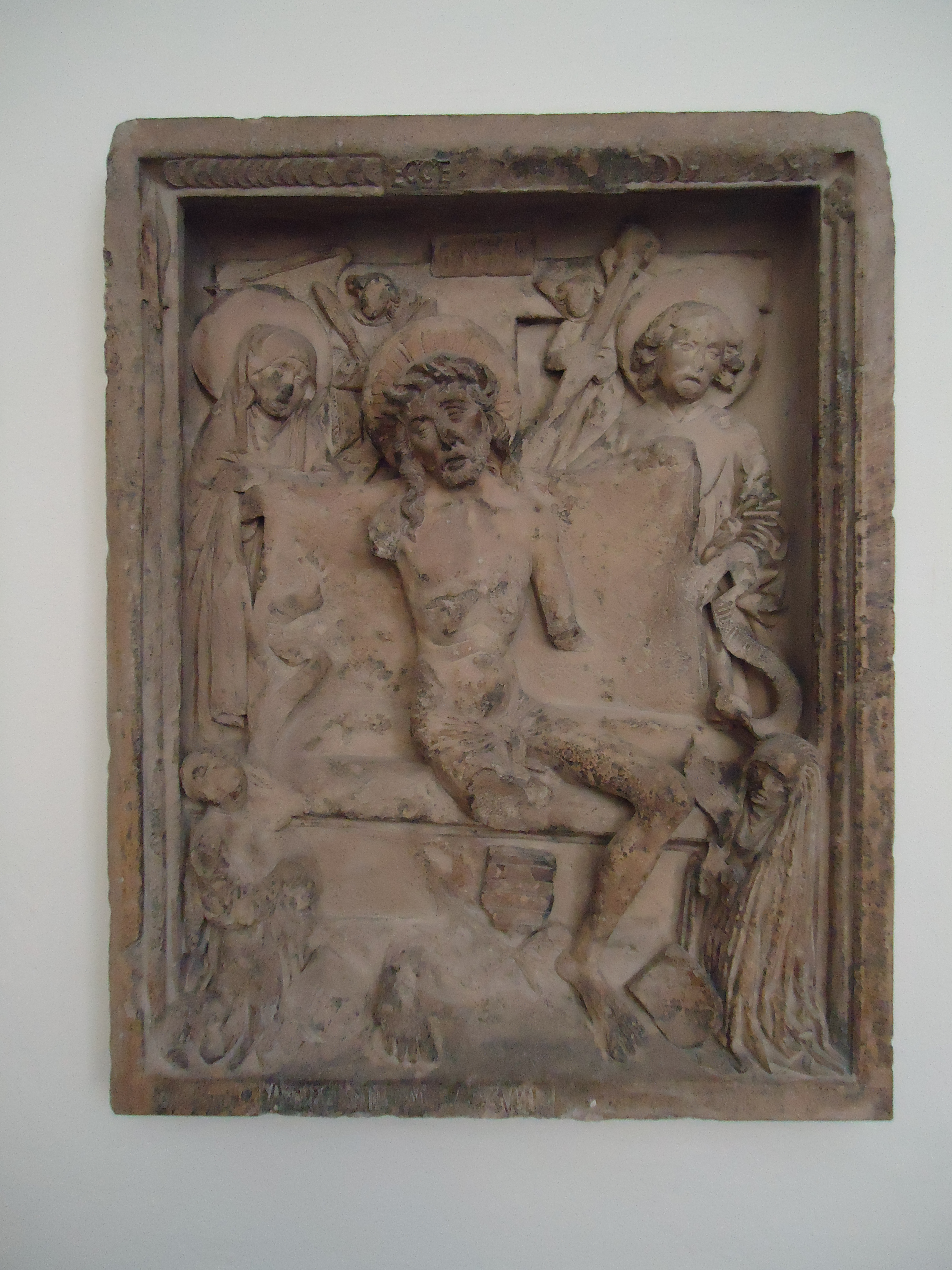
Epitaph (1518) der Familie Kothe
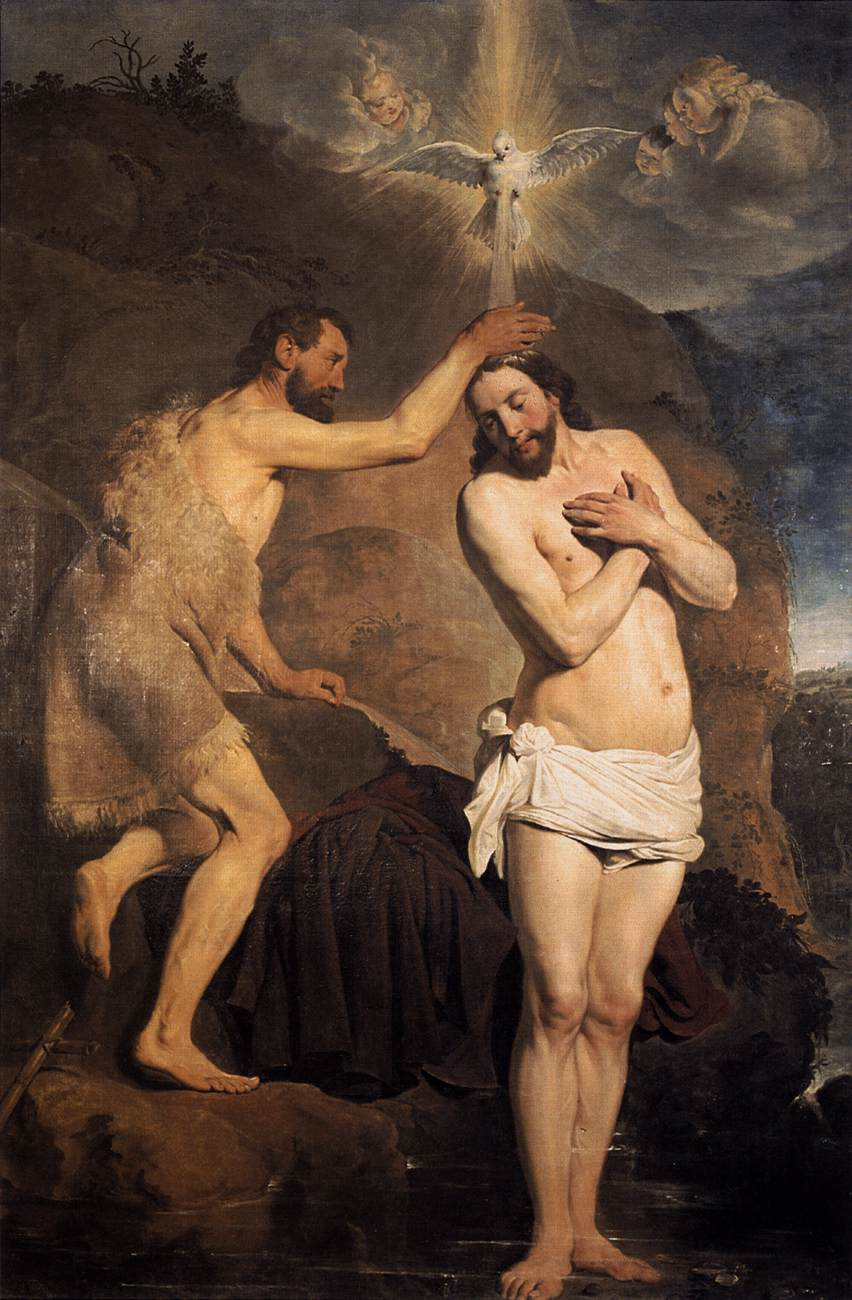
Taufe Jesu, Pieter de Grebber (1625)
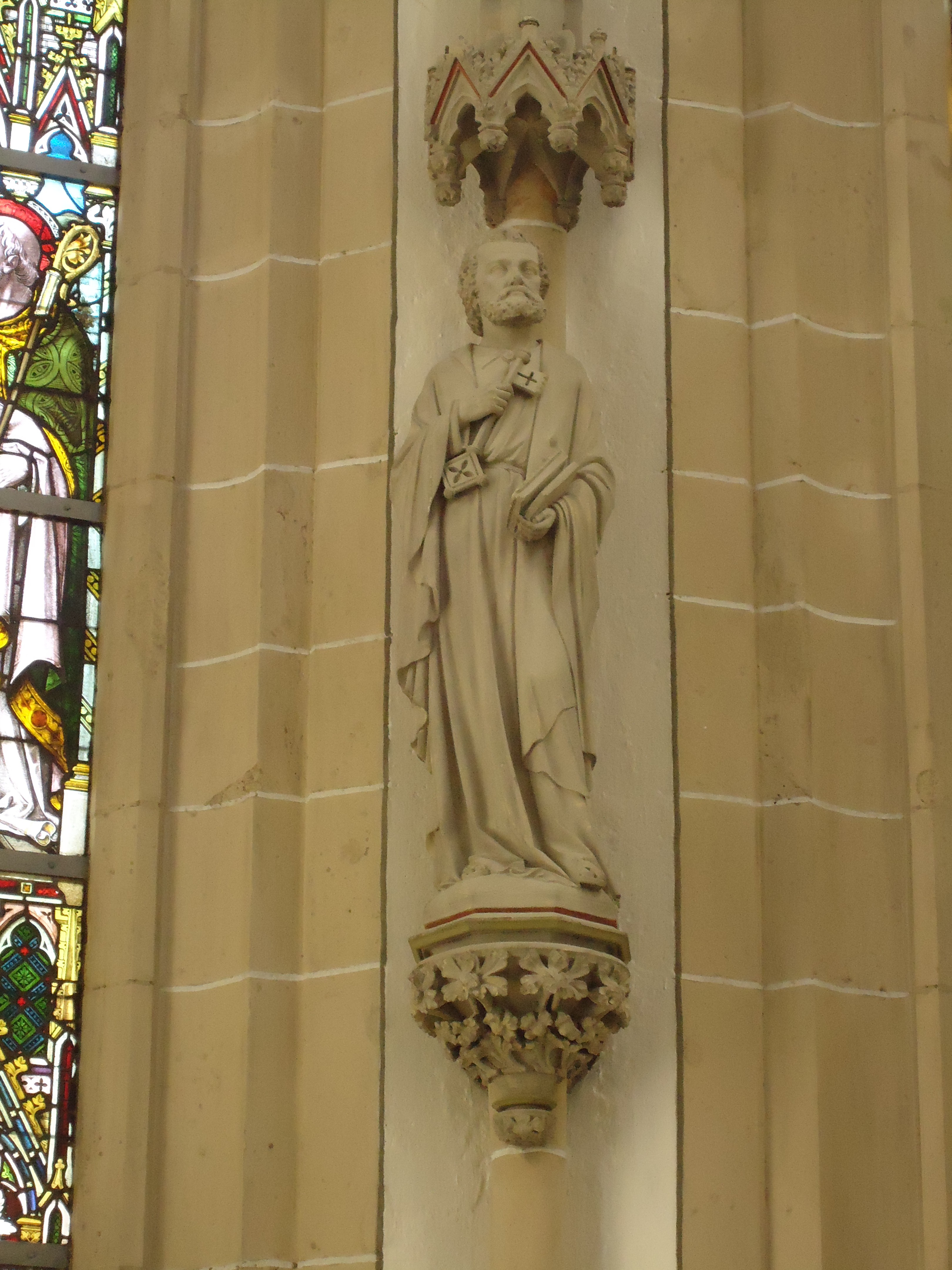
Apostelfigur Petrus
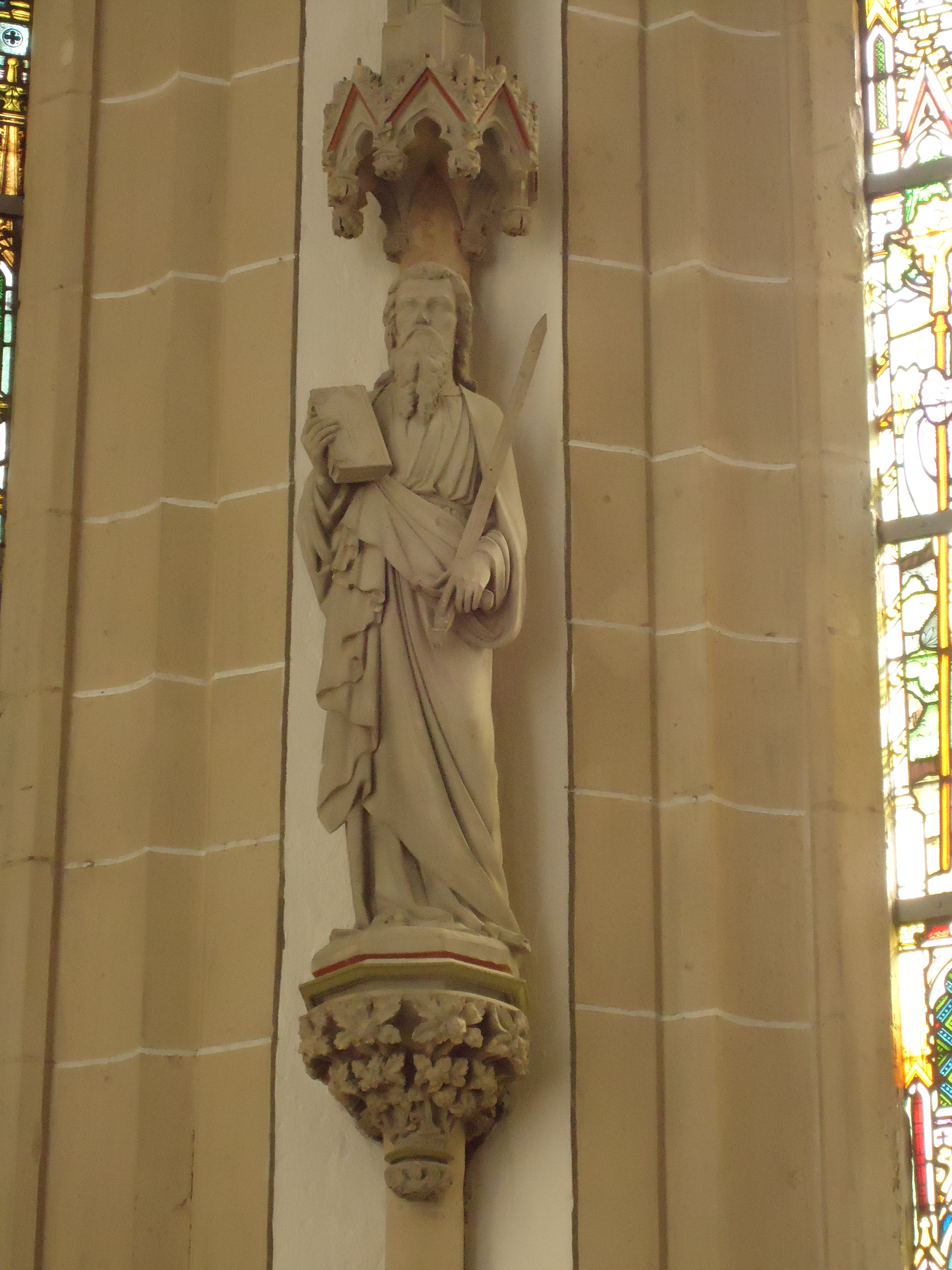
Apostelfigur Paulus

### Orgel

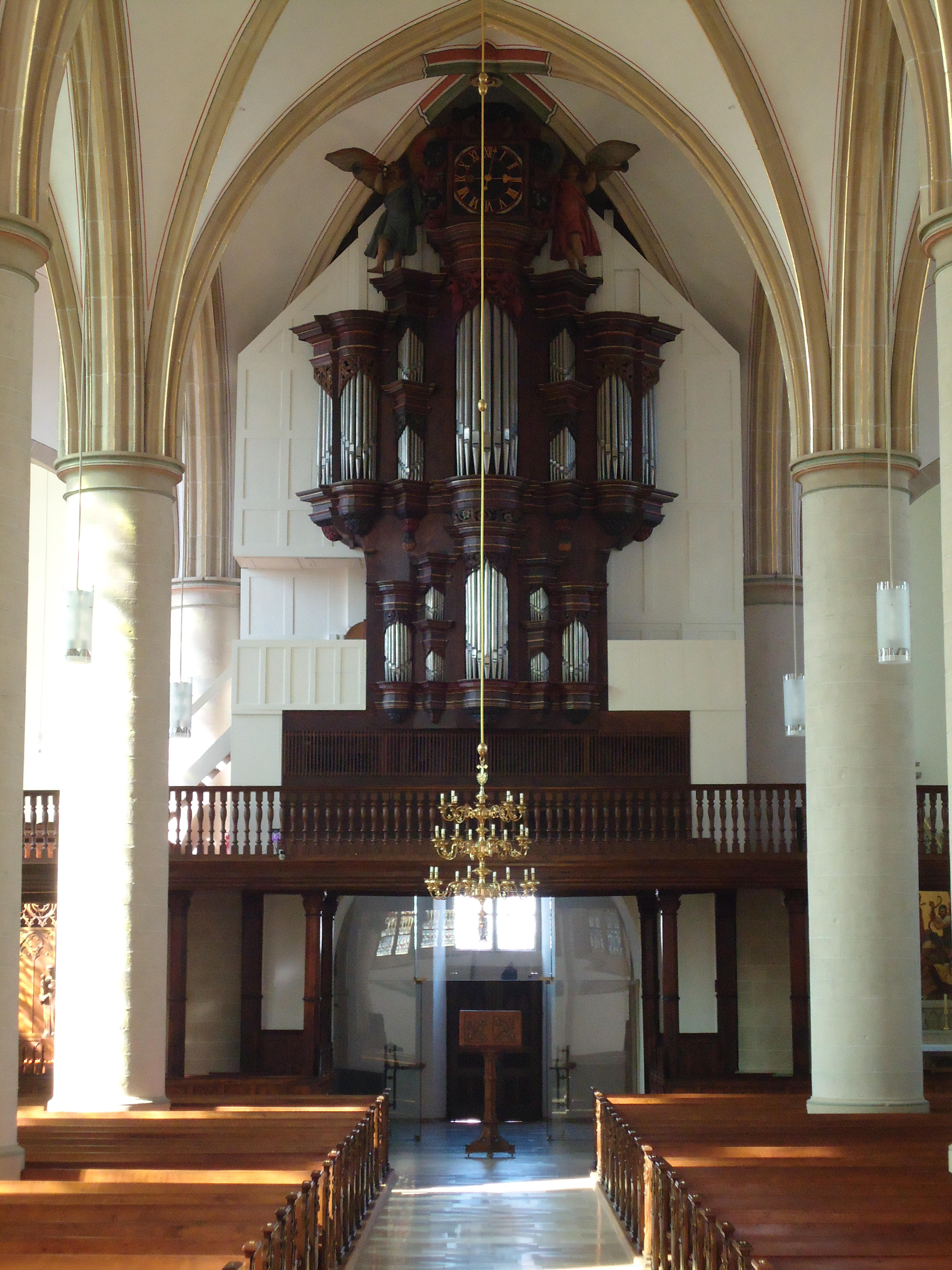
Orgelprospekt von 1721

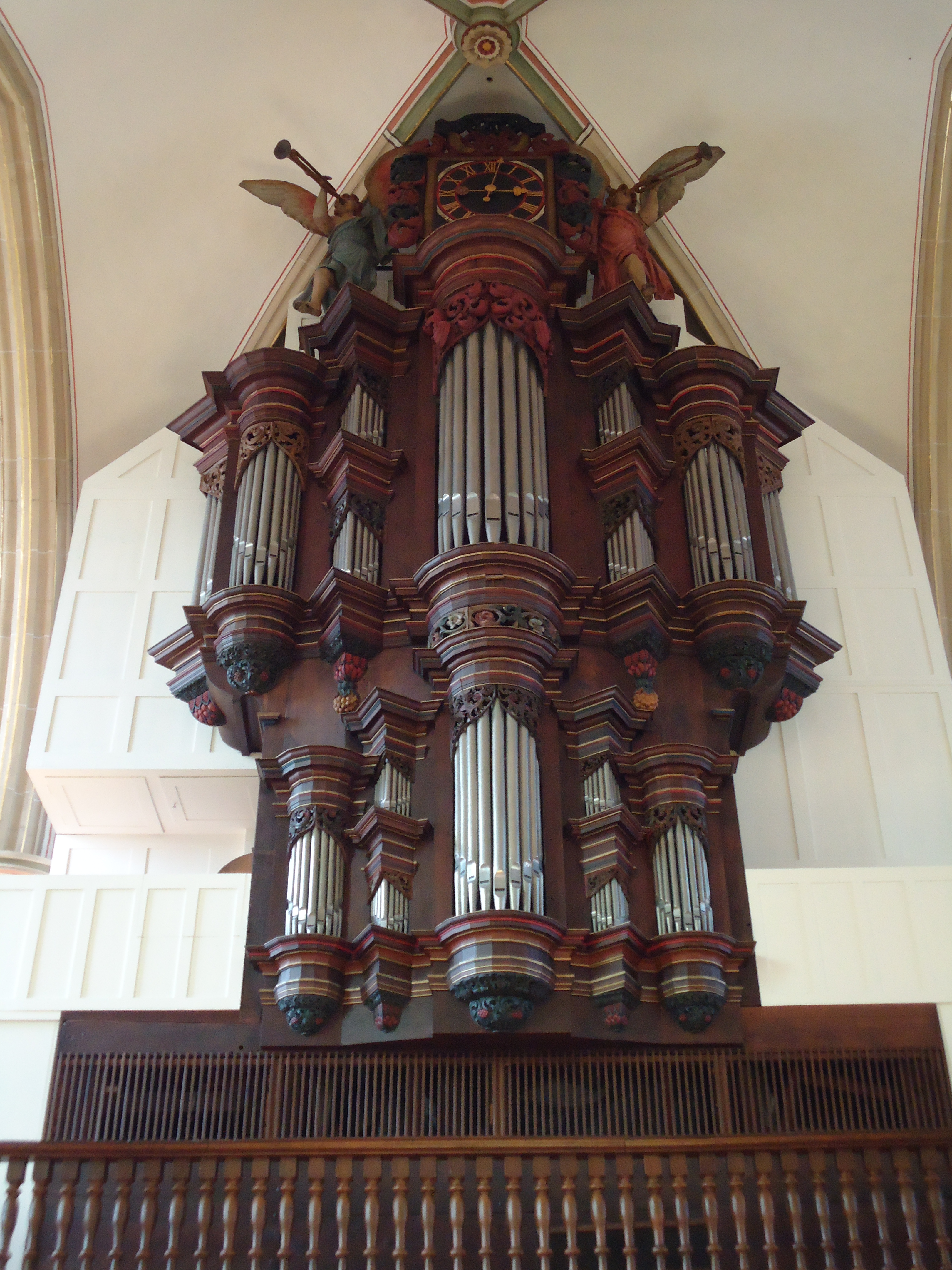
Orgelprospekt von 1721

Bereits für 1572 und 1613 wird in der Stephanuskirche eine Orgel erwähnt. Diese wurde um 1715 durch den Beckumer Orgelbauer Henrich Mencke durch ein Instrument ersetzt, dessen barocker Prospekt erhalten ist.
Die 1913 von Johannes Klais (Bonn) in historischen Gehäuse erbaute Orgel ist die größte erhaltene spätromantische Orgel Westfalens und weist einige Besonderheiten auf, so z. B. die originale pneumatische Spieltraktur, einige Hochdruckregister sowie ein eigenes Schwellwerk für das Register Vox Humana. Das Instrument wurde in den Jahren 1983/84 von Gebr. Stockmann (Werl) restauriert. Eine erneute Sanierung und Restaurierung durch die Firma Klais schloss sich im Jahr 2011 an. Am 7. April 2013 fand im Rahmen einer feierlichen Vesper die Weihe der restaurierten Orgel durch den Münsteraner Weihbischof em. Friedrich Ostermann statt.
| I Hauptwerk C–g3 |                      |        |
| 01.              | Violon-Principal     | 16′    |
| 02.              | Bordun               | 16′    |
| 03.              | Principal            | 08′    |
| 04.              | Fugara               | 08′    |
| 05.              | Rohrflöte            | 08′    |
| 06.              | Harmonieflöte        | 08′    |
| 07.              | Salicional           | 08′    |
| 08.              | Octave               | 04′    |
| 09.              | Hornflöte            | 04′    |
| 10.              | Octave               | 02′    |
| 11.              | Rauschquinte II      | 02 ⁄3′ |
| 12.              | Mixtur V             | 02 ⁄3′ |
| 13.              | Cornett III–V        | 02 ⁄3′ |
| 14.              | Trompete             | 16′    |
| 15.              | Trompette harmonique | 08′    |
| 16.              | Clairon              | 04′    |

| II Schwellwerk C–g3 |                     |        |
| 17.                 | Liebl. Gedackt      | 16′    |
| 18.                 | Geigenprincipal     | 08′    |
| 19.                 | Bordunalflöte       | 08′    |
| 20.                 | Quintatön           | 08′    |
| 21.                 | Viola               | 08′    |
| 22.                 | Aeoline tremolo     | 08′    |
| 23.                 | Vox coelestis       | 08′    |
| 24.                 | Prästant            | 04′    |
| 25.                 | Flauto dolce        | 04′    |
| 26.                 | Cremona             | 04′    |
| 27.                 | Flautino            | 02′    |
| 28.                 | Sesquialter II      | 02 ⁄3′ |
| 29.                 | Cymbel III          | 02'    |
| 30.                 | Harmonia Aethera IV | 04'    |
| 31.                 | Fagott              | 16′    |
| 32.                 | Oboe                | 08′    |
| 33.                 | Schalmey            | 04′    |
|                     | Tremulant           |        |
|                     | Hochdruckregister 0 |        |
| 34.                 | Soloflöte           | 08′    |
| 35.                 | Violine             | 08′    |
| 36.                 | Tuba mirabilis      | 08′    |
|                     | Tremulant           |        |

| III Schwell-Positiv C–g3 |                   |        |
| 37.                      | Nachthorn         | 16′    |
| 38.                      | Principal         | 08′    |
| 39.                      | Gamba             | 08′    |
| 40.                      | Gedackt           | 08′    |
| 41.                      | Concertflöte      | 08′    |
| 42.                      | Dolce             | 08′    |
| 43.                      | Unda maris        | 08′    |
| 44.                      | Kleinprinzipal    | 04′    |
| 45.                      | Flauto traverso   | 04′    |
| 46.                      | Quintflöte        | 02 ⁄3′ |
| 47.                      | Octavin           | 02′    |
| 48.                      | Mixtur Cornett IV | 02 ⁄3′ |
| 49.                      | Clarinette        | 08′    |
| 50.                      | Vox humana        | 08′    |
|                          | Tremulant         |        |

| Pedal C–f1 |              |         |
| 51.        | Contrabass 0 | 16′     |
| 52.        | Violon       | 16′     |
| 53.        | Subbass      | 16′     |
| 54.        | Echobass     | 16′     |
| 55.        | Quintbass    | 10 2⁄3′ |
| 56.        | Flötenbass   | 08′     |
| 57.        | Violoncello  | 08′     |
| 58.        | Bassoctave   | 04′     |
| 59.        | Bombarde     | 32′     |
| 60.        | Posaune      | 16′     |
| 61.        | Baryton      | 08′     |

- Koppeln
  - Normalkoppeln: II/I, III/I, III/II, I/P, II/P, III/P
  - Suboktavkoppeln: II/I, III/I
  - Superoktavkoppeln: I/I[A 3], II/I[A 3], III/I[A 3]; II/P
  - Melodiekoppel: I/II
- Anmerkungen:

1. ↑  Separat schwellbares Register.
2. ↑  für Register Nr. 40 (Gedackt) und Nr. 49 (Vox humana).
3. 1 2 3  Koppel ausgebaut bis g4.

Außer in den täglichen Messen ist die Orgel auch in Konzertabenden zu hören.

### Glocken
Für die Kirche St. Stephanus sind stets vier Glocken nachzuweisen.
1705 wurde die Stephanus- und Sebastianglocke neugegossen. 1717 wurden drei neue Glocken gegossen (Donatus, Stephanus und Sebastian sowie Michael), nachdem die alten „durch übermäßiges Läuten“ gesprungen waren (auch die von 1705). Zwei der 1717 von Bernhard Wilhelm Stule gegossenen Glocken, die Donatus-Glocke mit dem Schlagton d1 (1330 kg) und die Michael-Glocke mit dem Schlagton a1 (880 kg) wurden im Laufe des Ersten und Zweiten Weltkriegs eingeschmolzen. 1952 wurden diese beiden Glocken durch zwei neue Glocken (Christkönig und Prudentia) ersetzt. Am Pfingstsonntag dem 31. Mai 1952 erklang erstmals wieder das vollständige, vierstimmige Geläut.

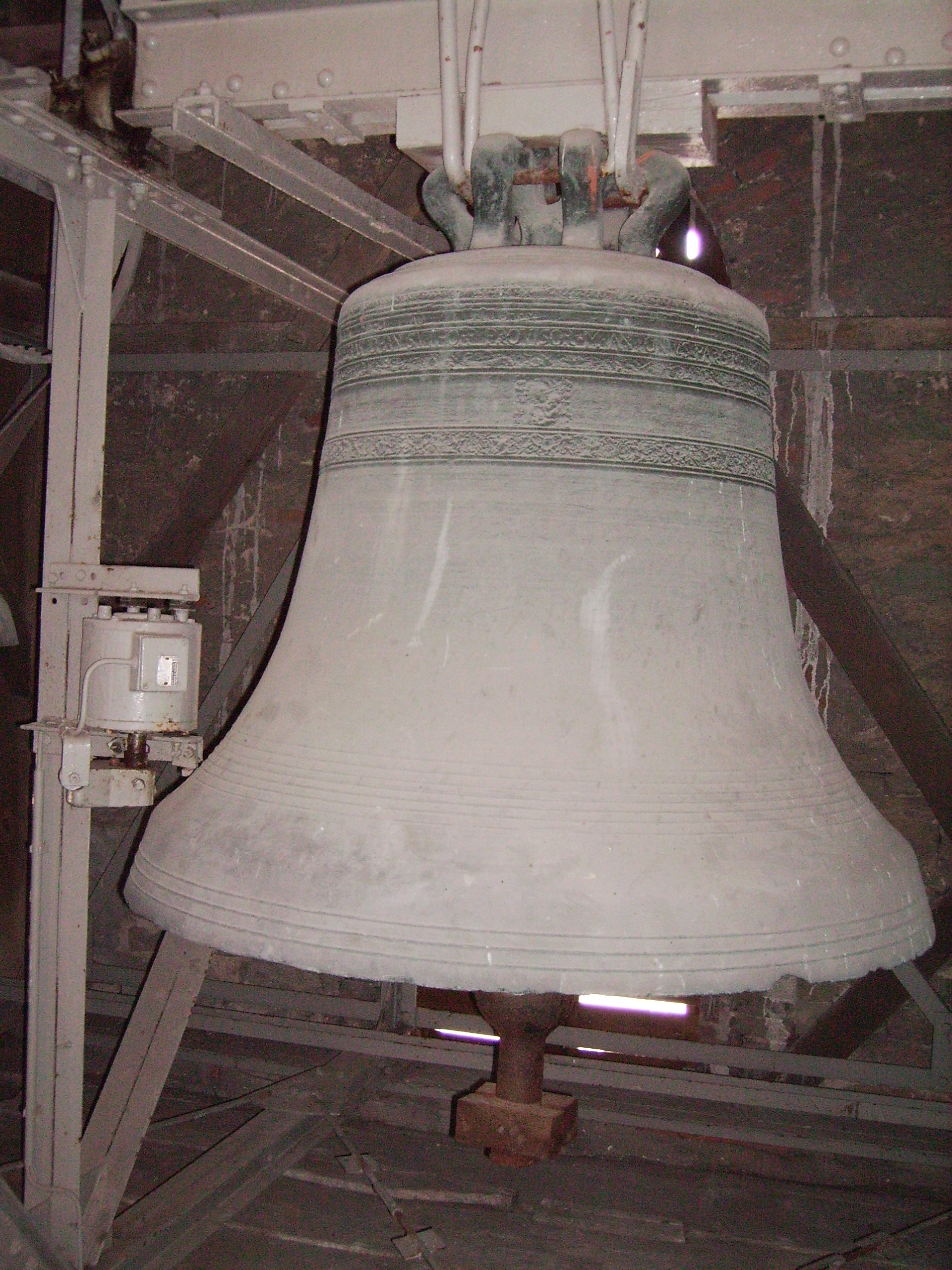
Marien-Glocke von 1647
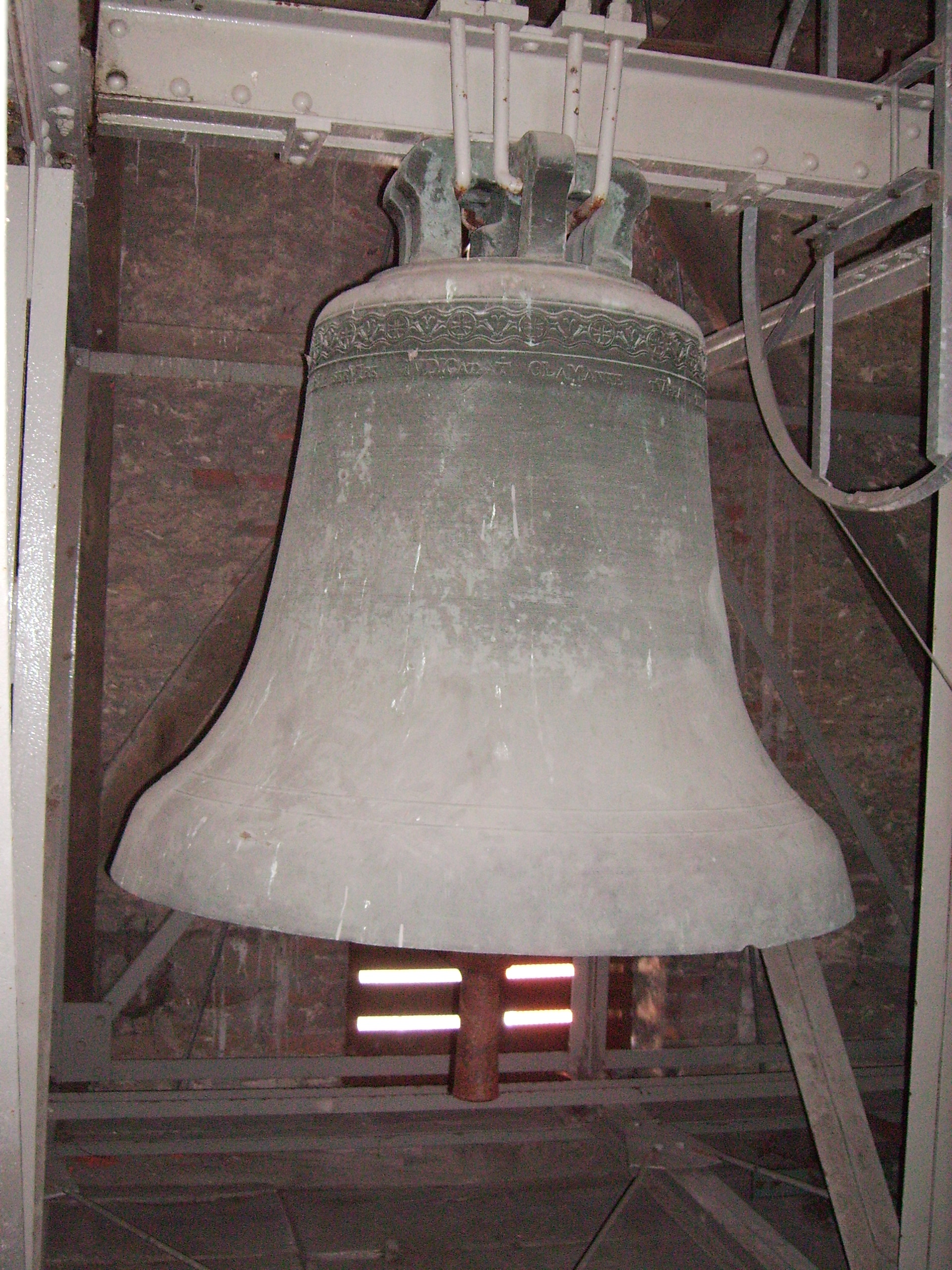
Christkönig-Glocke
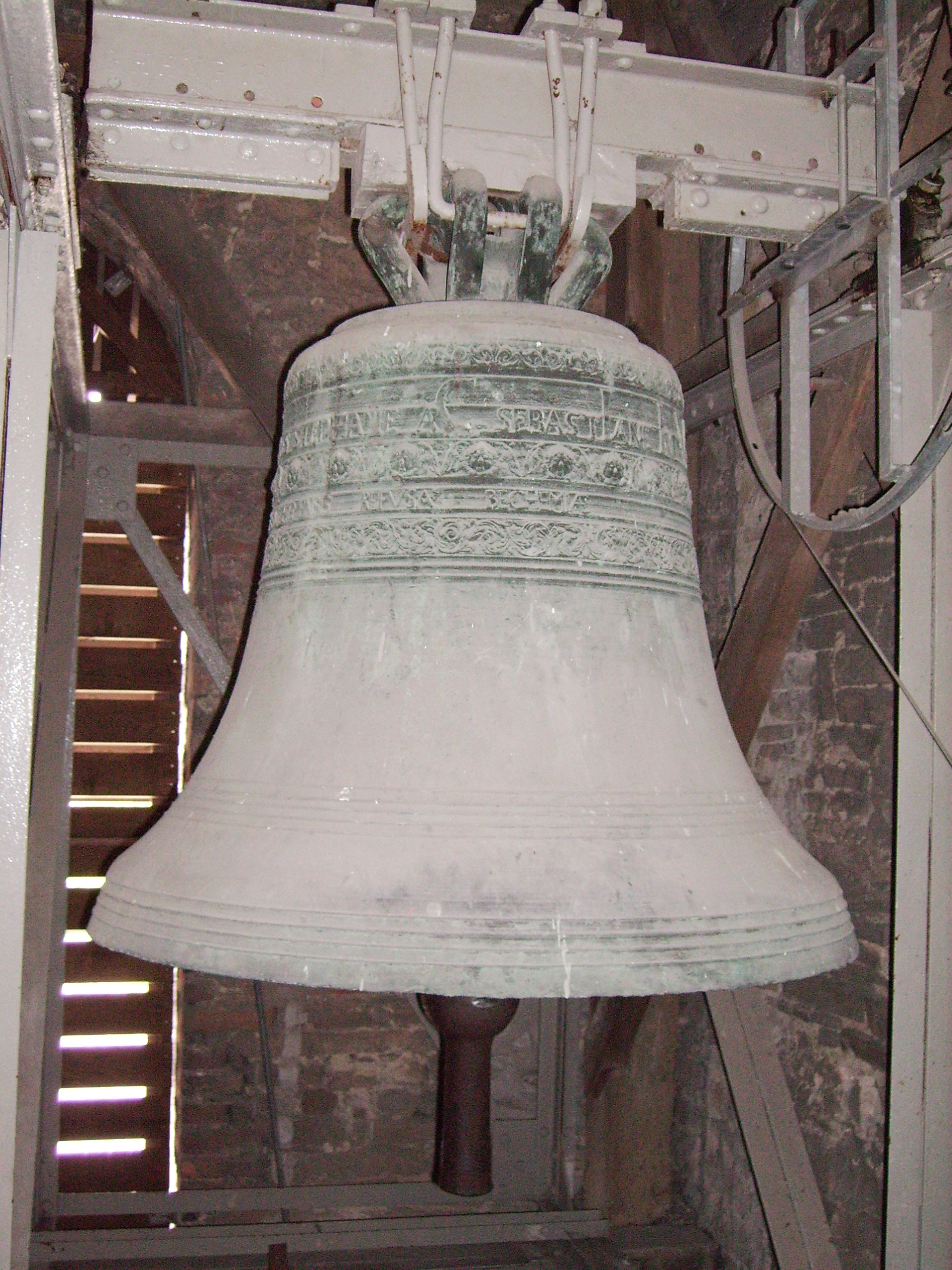
Stephanus- und Sebastian-Glocke
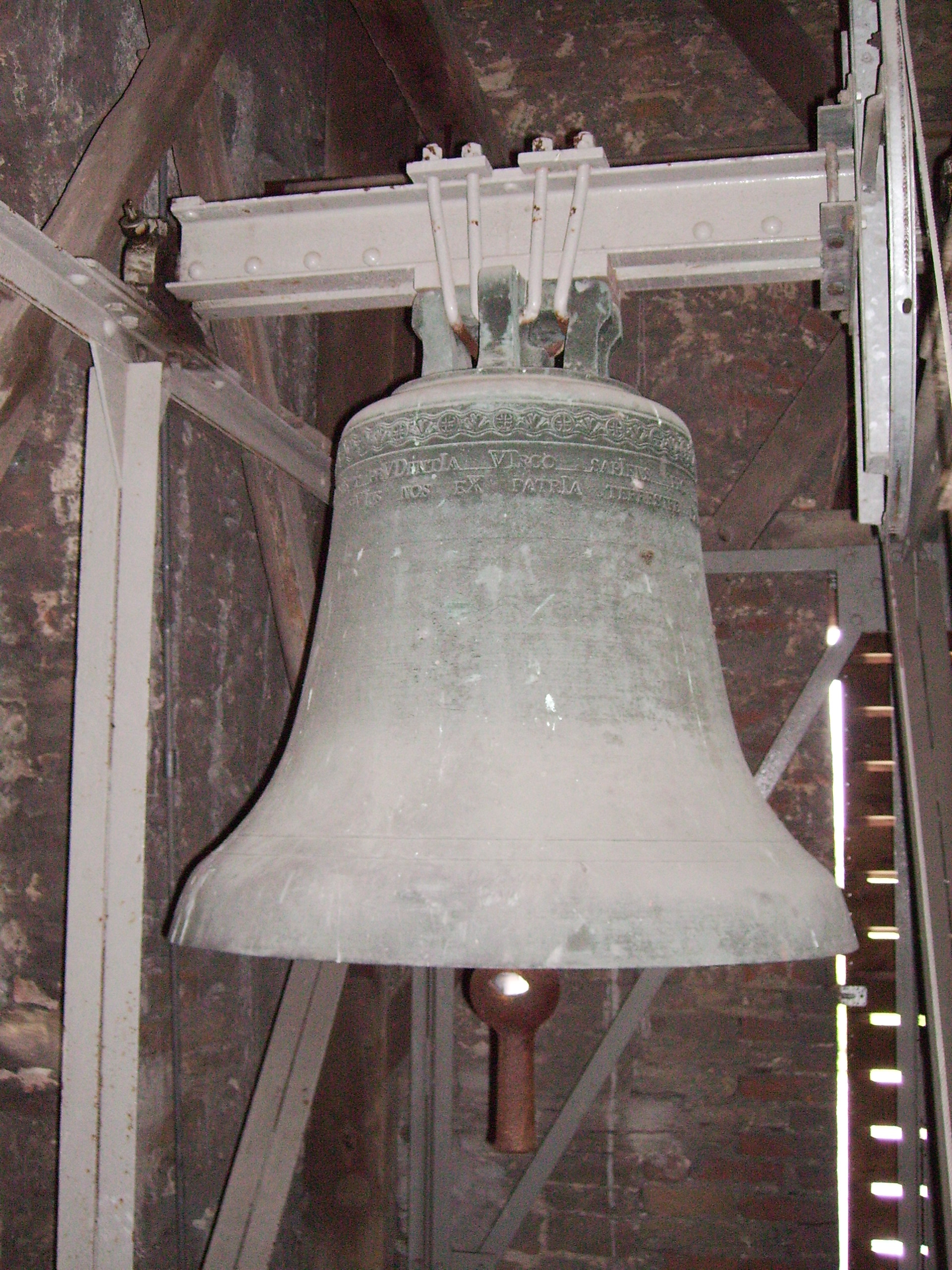
Prudentia-Glocke
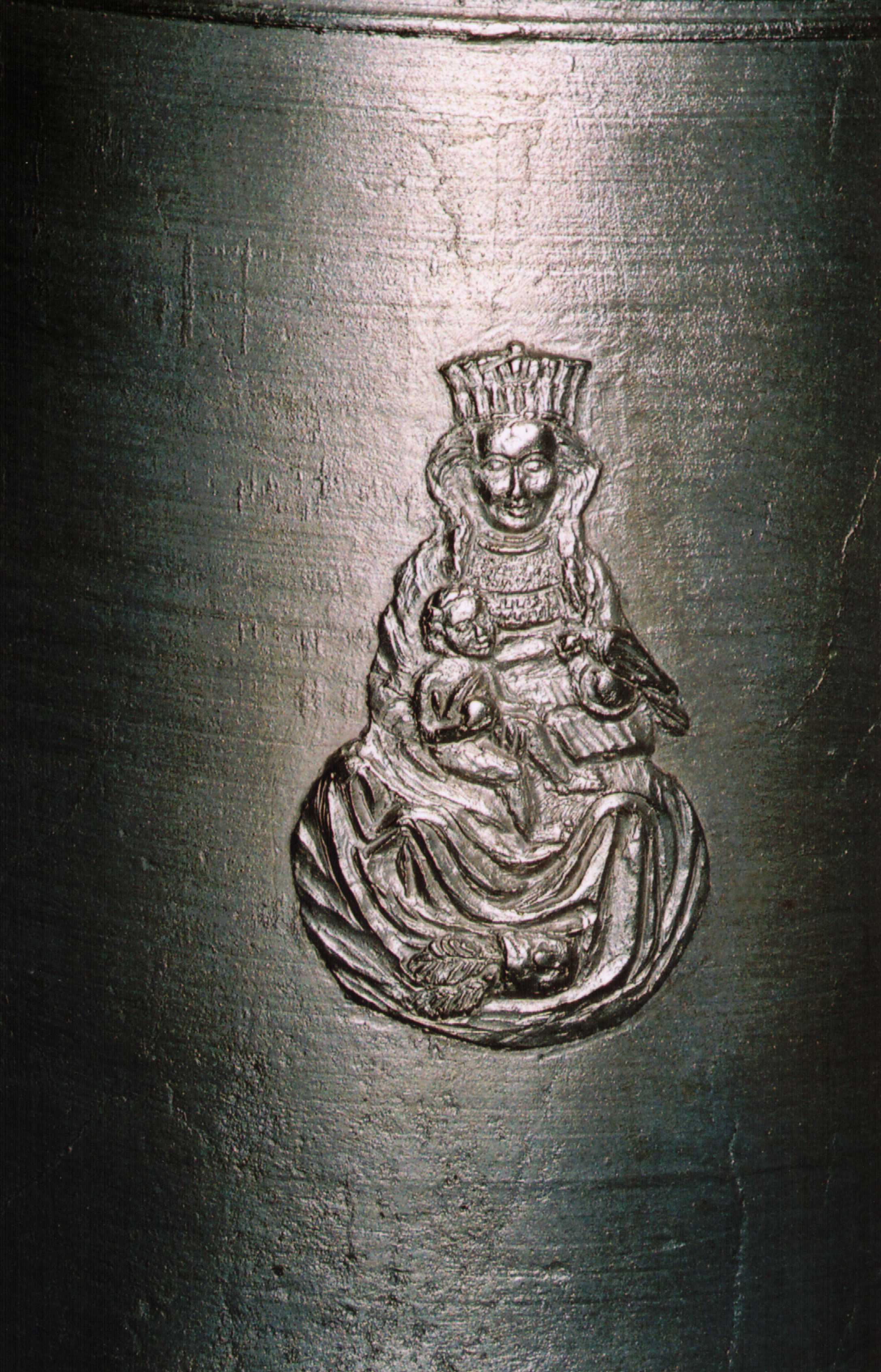
Maria-Blumenthal Glocke, Relief

#### Heutiges Geläut
Das Geläut besteht heute aus 12 (schwingenden) Glocken. Bis 2008 hingen im Turm die o. g. vier Glocken; sie bilden nach wie vor das Klangfundament. 2008 wurde das Geläut um sechs kleinere Glocken erweitert. Am 5. September 2008 wurden fünf in Gescher bei Petit & Gebr. Edelbrock gegossen und am 13. Oktober durch den Weihbischof und Diözesanadministrator Franz-Josef Overbeck geweiht. Alle Stahljoche und der gesamte Stahlglockenstuhl wurden im Oktober/November 2008 gegen Holzjoche und Holzglockenstuhl getauscht sowie neue Klöppel installiert. Die Abrundung erfolgte durch den Guss der Bernhardsglocke am 5. Dezember 2008. Am 24. Dezember 2008 war das Geläut erstmals vollständig zu hören. Die Patrozinien der neuen Glocken beinhalten historische Bezüge.
Am 18. Dezember 2013 wurden zwei weitere Läuteglocken gegossen und am 16. März 2014 durch Weihbischof Wilfried Theising geweiht.
| Nr. | Name                    | Gussjahr | Gießer, Gussort                  | Masse (in kg) | Durchmesser (in mm) | Nominal (16tel) | Anmerkungen |
| --- | ----------------------- | -------- | -------------------------------- | ------------- | ------------------- | --------------- | --- |
| 01  | Maria                   | 1647     | Antonius Paris                   | 1730          | 1442                | c1 −1           | |
| 02  | Christkönig             | 1952     | Petit & Gebr. Edelbrock, Gescher | 1450          | 1326                | d1 +1           | |
| 03  | Stephanus und Sebastian | 1717     | Bernhard Wilhelm Stule           | 1090          | 1210                | e1 +3           | |
| 04  | Prudentia               | 1952     | Petit & Gebr. Edelbrock, Gescher | 0640          | 1013                | g1 +1           | |
| 05  | Catharina               | 2008     | Petit & Gebr. Edelbrock, Gescher | 0466          | 0903                | a1 +1           | Patrozinium bezieht sich auf die 1321 erfolgte Stiftung der Vikarie St. Catharinæ. |
| 06  | Anna                    | 2008     | Petit & Gebr. Edelbrock, Gescher | 0335          | 0809                | h1 +2           | Patrozinium bezieht sich auf die 1494 und 1495 erfolgten Stiftungen der beiden Annen-Vikarien. |
| 07  | Maria Blumenthal        | 2008     | Petit & Gebr. Edelbrock, Gescher | 0275          | 0756                | c2 +2           | Patrozinium erinnert an das ehemalige Kloster Blumenthal in Beckum. Der Nominal (c2) liegt genau eine Oktave höher als der ihrer großen Schwester, der Marienglocke (Nr. 1) von 1647 (c1).                |
| 08  | Michael                 | 2008     | Petit & Gebr. Edelbrock, Gescher | 0219          | 0693                | d2 +1           | Patrozinium erinnert an die verlorengegangene Vorgängerin von 1717. Die alte Inschrift wurde in geringfügiger Aktualisierung erneut verwendet.                                                            |
| 09  | Martin                  | 2008     | Petit & Gebr. Edelbrock, Gescher | 0148          | 0616                | e2 +1           | Patrozinium bezieht sich auf das Martinspatrozinium des im Jahr 1316 gestifteten ehem. Großen-Geist-Hospitals, das der bis Dezember 2007 existierenden Beckumer Kirchengemeinde St. Martin den Namen gab. |
| 10  | Bernhard                | 2008     | Petit & Gebr. Edelbrock, Gescher | 0079          | 0500                | g2 +3           | |
| 11  | Georg                   | 2013     | Petit & Gebr. Edelbrock, Gescher | 0060          | 0430                | a2 +2           | Patrozinium bezieht sich auf die 1316 erfolgte Stiftung der Vikarie St. Georgii. |
| 12  | Maria Consolatrix       | 2013     | Petit & Gebr. Edelbrock, Gescher | 0036          | 0360                | c3 +2           | |

Mit dem (erweiterten) Geläut können zahlreiche Läutemotive erklingen, teilweise in unterschiedlichen Tonlagen. Mit drei Glocken lassen sich etwa das Pater-Noster-Motiv (z. B.: c1–d1–e1), das Te-Deum-Motiv (z. B.: e1–g1–a1), das Gloria-Motiv (g1–a1–c2) und das Resurrexi-Motiv (a1–h1–c2) läuten. Mit vier Glocken können etwa das Idealquartett (e1–g1–a1–c2), das Westminster-Motiv (d1–g1–a1–h1) und das Salve-Regina-Motiv (c1–e1–g1–a1) erklingen, mit sechs Glocken das Idealsextett (e1–g1–a1–c2–d2–e2).

#### Carillon
Zusätzlich verfügt St. Stephanus über ein 20-stimmiges Glockenspiel. Eingerichtet wurde es 2013, als drei kleine (Spiel-)Glocken im Turm aufgehängt und mittels Hämmerchen spielbar gemacht wurden. Gleichzeitig wurden sieben Klangkörper (Glocken 4 bis 12) des bestehenden Geläuts mit Schlaghämmern ausgestattet. Sie wurden am 15. August 2014 (Hochfest Mariä Himmelfahrt) zusammen als zwölfstimmiges Glockenspiel in Betrieb genommen.
Acht weitere Spielglocken wurden bei Eijsbouts in Asten gegossen und am 8. Dezember 2021 in Betrieb genommen. Das Carillon hat folgende Tonfolge: g1, a1, h1, c2, d2, e2, f2, fis2, g2, a2, ais2,h2, c3, cis3, d3, dis3, e3, f3, fis3, g3.
| Nr. | Name                | Gussjahr | Gießer, Gussort                  | Masse (in kg) | Durchmesser (in mm) | Nominal (16tel) | Anmerkungen                                                                                                 |
| --- | ------------------- | -------- | -------------------------------- | ------------- | ------------------- | --------------- | --- |
| A   | Clara               | 2013     | Petit & Gebr. Edelbrock, Gescher | 0100          | 0550                | f2 +2           | Spielglocke; Patrozinium bezieht sich auf die ehemalige St.-Clara-Kapelle, das spätere Clara-Kinderwohnheim |
| B   | Elisabeth           | 2013     | Petit & Gebr. Edelbrock, Gescher | 0082          | 0520                | fis2 +2         | Spielglocke; Patrozinium bezieht sich auf das St.-Elisabeth-Krankenhaus in Beckum                           |
| C   | –                   | 2021     | Eijsbouts, Asten                 |               |                     | ais2            | Spielglocke                                                                                                 |
| D   | Maria vom guten Rat | 2013     | Petit & Gebr. Edelbrock, Gescher | 0043          | 0415                | h2 +2           | Spielglocke                                                                                                 |
| E   | –                   | 2021     | Eijsbouts, Asten                 |               |                     | cis3            | Spielglocke                                                                                                 |
| F   | –                   | 2021     | Eijsbouts, Asten                 |               |                     | d3              | Spielglocke                                                                                                 |
| G   | –                   | 2021     | Eijsbouts, Asten                 |               |                     | dis3            | Spielglocke                                                                                                 |
| H   | –                   | 2021     | Eijsbouts, Asten                 |               |                     | e3              | Spielglocke                                                                                                 |
| I   | –                   | 2021     | Eijsbouts, Asten                 |               |                     | f3              | Spielglocke                                                                                                 |
| J   | –                   | 2021     | Eijsbouts, Asten                 |               |                     | fis3            | Spielglocke                                                                                                 |
| K   | –                   | 2021     | Eijsbouts, Asten                 |               |                     | g3              | Spielglocke                                                                                                 |

#### Uhrschlagglocken
2009 wurden zwei neue Uhrschlag-Glocken angeschafft. Sie sind außerhalb in einer Dachgaube am Turm angebracht.
| Nr. | Name           | Gussjahr | Gießer, Gussort                  | Masse (in kg) | Durchmesser (in mm) | Nominal (16tel) | Anmerkungen      |
| I   | Liudger        | 2009     | Petit & Gebr. Edelbrock, Gescher | 91            | 541                 | f2 +2           | Uhrschlag-Glocke |
| II  | Carolus Magnus | 2009     | Petit & Gebr. Edelbrock, Gescher | 53            | 445                 | a2 +2           | Uhrschlag-Glocke |

## Geistliche

### Vicarius perpetuus
- Hinricus plebanus, 1227–1251

### Dechanten (1267–1811)
- Heinrich von Meppen, 1267/1292
- Theodor Sasse, 1311–1317
- Adam von Roderikessen, (1316?) 1317–1331
- Volmar Pekenacke, 1342/1347
- Lambert von Velmede, 1352/1362
- Johannes von Brakel, 1381–1403
- Lubbert Mensinch, 1404–1419
- Lambert Dünninghaus d. Ä., 1419–1427
- Gottfried Keyser (Caesar), 1428–1450
- Herman Petershagen, 1451, 1452
- Herman Lanckhals, 1456
- Lambert Dünninghaus d. J., 1459–1486
- Herman Halfwassen, 1486–1515
- Johannes Snyder, 1516–1527
- Frederich Meinerdes, 1534–1554

(Vakanz 1554–1618): Während der Vakanz hatte der jeweilige Senior die Leitung inne.
Als Senioren lassen sich nachweisen:
Henrich Holle 1534, 1537, 1554;
Johannes Lemgo 1559 (†);
Herman Schotteler 1572–1589;
Albert Winckell 1603, 1604;
Henrich Ossenbeck 1606–1622
- Otto Storp, 1618–1621
- Bernhard Rieping, 1621–1655
- Johannes Schreiber (Scriver), 1655–1679
- Christian Henrich (v.) Bohne, 1679–1706

(Vakanz 1706–1714): Während der Vakanz hatte der jeweilige Senior die Leitung inne.
Senior zu der Zeit ist:
Joachim Wilhelm Koerding
- Johannes Adrian Buschman, 1714–1722
- Caspar Johannes Franz Callenberg, 1722–1727
- Caspar Ludolph Callenberg, 1728–1740
- Johannes Christoph Callenberg, 1741–1757 (1761)
- Johannes Adolph Callenberg, 1762–1811

### Pfarrdechanten seit 1814, Pröpste seit 1967
- Victor Hagemann, 1814–1847
- Joseph Felgemacher, 1848–1875
- Hermann Joseph Anton Lehmkuhl, 1885–1892
- Wilhelm Ekel, 1892–1910
- Heinrich Schepers, 1911–1946
- Hermann Stammschröer, 1946–1950
- Heinrich Oenning, 1951–1975 (Propst seit 1967)
- Robert Holtstiege, 1975–2002
- Johannes Mecking, 2003–2012
- Rainer B. Irmgedruth, 2012–2025

### Persönlichkeiten, die mit der Kirche verbunden sind
- Wilhelm Emmanuel von Ketteler (1811–1877), 1844–1846 Kaplan, späterer „Sozialbischof“, 1850–1877 Bischof von Mainz und deutscher Politiker (Zentrumspartei). Er gründete 1848 das St.-Elisabeth-Hospital am Ort.
- Johann Bernhard Brinkmann (1813–1889), 1844–1846 Kaplan, von 1870 bis 1889 Bischof von Münster
- Max Georg Freiherr von Twickel (1926–2013), 1953–1959 Kaplan, Offizial (seit 1970) und Weihbischof (1973–2001) in Vechta
- Dr. Reinhard Lettmann (1933–2013), 1959 Kaplan, Weihbischof seit 1973, von 1980 bis 2008 Bischof von Münster
- Wilfried Theising (* 1962), 1989–1993 Kaplan, Weihbischof des Bistums Münster seit 2010